# Haselbach (Bockhorn)
 Haselbach ist ein Weiler der Gemeinde Bockhorn im Landkreis Erding in Oberbayern. 

## Geografie
Der Ort liegt drei Kilometer östlich von Bockhorn entfernt und liegt im tertiären Isar-Inn-Hügelland (Erdinger Holzland).

## Geschichte
Haselbach ist schon 778 in den Traditionen des Hochstifts Freising bezeugt und damit der erste bezeugte Ort in Bockhorn.

## Baudenkmäler
In der Liste der Baudenkmäler in Bockhorn wird die katholische Filialkirche St. Johannes der Täufer erwähnt. Der kleine romanische Bau wurde um 1200 erbaut. Dachreiter, Zwiebelhaube und Gewölbe wurden in der 2. Hälfte des 17. Jahrhunderts ergänzt.

## Verkehr
Die Staatsstraße 2084 verläuft zwei Kilometer südlich.